# アリノトウグサ科
アリノトウグサ科 (アリノトウグサか、Haloragaceae) は双子葉植物の科のひとつで8-9属150-200種がある。アリノトウグサ属 (Haloragis) やフサモ属 (Myriophyllum) が日本に分布する。世界中に広く分布するコスモポリタンであるが、多様性の中心はオーストラリアなど南半球である。

## 分類
キュー植物園によるリストでは9属を含む。グンネラ属を含める分類体系も存在したが、現在では別系統とされる。
- Glischrocaryon
- Gonocarpus
- アリノトウグサ属 Haloragis - アリノトウグサ等
- Haloragodendron
- Laurembergia
- Meziella
- フサモ属 Myriophyllum - フサモ（金魚藻のひとつ）等
- Proserpinaca
- Vinkia

### APG植物分類体系
APG植物分類体系では、遺伝子の解析の結果ユキノシタ目とされた。グンネラ属は別目とされる。
- 被子植物 angiosperms
  - 真正双子葉類 eudicots
    - コア真正双子葉植物 core eudicots
      - ユキノシタ目 Saxifragales
        - アリノトウグサ科 Haloragaceae

### クロンキスト体系
子房下位と退化した花を共通の形質として、クロンキスト体系ではアリノトウグサ目を立て、グンネラ属を独立させたグンネラ科とアリノトウグサ科の2科を属させる。
- 被子植物門 Magnoliophyta
  - 双子葉植物綱 Magnoliopsida
    - モクレン亜綱 Magnoliidae
      - アリノトウグサ目 Haloragales
        - アリノトウグサ科 Haloragaceae

### 新エングラー体系
新エングラー体系ではアリノトウグサ科にグンネラ属を含める。フトモモ目に入れる。
- 被子植物門 Angiospermae
  - 双子葉植物綱 Dicotyledoneae
    - 古生花被亜綱（=離弁花類）Archichlamydeae
      - フトモモ目 Myrtales
        - アリノトウグサ科 Haloragaceae